# Біанка Шведе
Біанка Шведе (нім. Bianka Schwede, 9 січня 1953) — німецька академічна веслувальниця.
Олімпійська чемпіонка 1976 року в складі розпашної четвірки зі стерновою.
Чемпіонка світу 1974, 1975, 1977 років у складі вісімки.